# Hanabusa Yoshitada
Hanabusa Yoshitada est un nom japonais traditionnel ; le nom de famille (ou le nom d'école), Hanabusa, précède donc le prénom (ou le nom d'artiste).
Le vicomte Hanabusa Yoshitada (花房 義質), également appelé Hanabusa Yoshimoto, né le 10 février 1842 au domaine d'Okayama et décédé à l'âge de 75 ans le 9 juillet 1917 à Tokyo, est un diplomate et homme politique japonais de l'ère Meiji.

## Biographie
Hanabusa est le fils aîné de Hanabusa Tanren, un samouraï au service du domaine d'Okayama et premier maire de la ville d'Okayama. Il étudie le rangaku (études occidentales) à l'école tekijuku dirigée par le célèbre Ogata Kōan et est envoyé en 1868, immédiatement après la restauration de Meiji, en Europe et aux États-Unis pour étudier. À son retour en 1870, il est accepté au ministère des Affaires étrangères. La même année, il fait partie de la délégation japonaise envoyée à Pékin pour négocier l'ouverture de relations diplomatiques entre l'empire du Japon et la Chine des Qing.
En 1872, il est le secrétaire de Soejima Taneomi durant les négociations de l'incident du María Luz. Peu après, il est envoyé à Saint-Pétersbourg pour assister Enomoto Takeaki dans les négociations du traité de Saint-Pétersbourg de 1875 qui délimite officiellement la frontière entre le Japon et l'empire russe.
En 1877, Hanabusa est envoyé en Corée pour superviser l'ouverture du port de Busan, selon les termes du traité de Ganghwa signé l'année précédente avec le royaume Joseon. En 1879, Hanabusa est le premier diplomate japonais à prendre résidence et établir une légation permanente à Séoul.

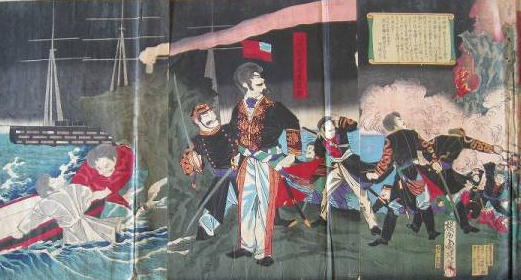
Hanabusa Yoshitada est le personnage central de ce triptyque représentant le « soulèvement coréen de 1882 ». Peinture de Toyohara Chikanobu, 1882.

Hanabusa est par la suite connu pour son implication dans l'incident d'Imo, une révolte de plusieurs unités de l'armée coréenne à Séoul le 23 juillet 1882. Alors que les causes et les détails exacts de l'incident restent sujet à controverse, des actes de violence éclatent et Hanabusa et ses aides sont forcés de fuir la légation, et sont secourus par un navire britannique, le Flying Fish (« Poisson volant »), au port de Chemulpo.
Le gouvernement japonais renvoie immédiatement Hanabusa à Séoul, avec quatre navires de guerre, trois navires de transport et un bataillon de soldats armés pour assurer sa sécurité. Hanabusa est le négociateur japonais en chef pour le traité de Chemulpo, qui autorise une garnison japonaise à stationner en permanence à Séoul.
En novembre 1882, Hanabusa est transféré à Saint-Pétersbourg en tant qu'ambassadeur du Japon en Russie.
En juillet 1887, Hanabusa retourne à Tokyo où il est nommé conseiller au ministère de la maison impériale. En 1900, il est élevé au titre de baron (danshaku) selon le système de pairie kazoku. En septembre 1907, il devient vicomte (shishaku).
En décembre 1911, Hanabusa est nommé au conseil privé. En décembre 1912, il devient président de la Croix-Rouge japonaise.
Le vicomte Hanabusa meurt le 3 juillet 1917.